# ピンク・レディー (医薬品)
ピンク・レディー(Pink lady)は、胃食道逆流症や胃炎の治療のために組み合わせた医薬品の総称である。通常は、制酸剤と麻酔薬のリドカインを混合する。抗コリン薬を含むものもある。名前は、混合物がピンク色であることに因む。
ピンク・レディーは、胃食道逆流症の症状を緩和するが、一般的に、胸痛や腹痛の原因が心筋梗塞等の他の原因である可能性を排除して、そう診断するには不十分と言われている。
ピンク・レディーは、急性期の患者に経口で与え、胸痛が心臓関連のものか消化器関連のものかを判断する助けとする、粘性キシロカインと液体制酸剤を表す一般的な名称である。投与により症状が治まる場合、原因が心臓ではないことを示す可能性がある。かつては、アガロール、マグネシア乳、液体パラフィンを混ぜて作った。